# Kvalifikation til VM i fodbold 2014, CONCACAF
Kvalifikation til VM i fodbold 2014, CONCACAF omfatter kvalifikationen af hold fra CONCACAF (Nord- og Mellemamerika samt Caribien) til slutrunden om VM i fodbold 2014. Fra CONCACAF kvalificerede tre hold sig direkte til VM-slutrunden og derudover fik yderligere ét hold endnu en chance, idet det skulle spille en interkontinental playoff-match mod et hold fra OFC(Oceanien) om en plads ved slutrunden.

## Seedning
Alle CONCACAF's 35 medlemslande deltager i kvalifikationsturneringen, der forløber over fire runder. Seedningen baserer sig på Fifas verdensrangliste fra marts 2011.
| Indtræder i tredje runde (Ranked 1 til 6)                                                   | Indtræder i anden runde (Ranked 7 til 25) | Indtræder i første runde (Ranked 26 til 35) |
| ------------------------------------------------------------------------------------------- | --- | --- |
| 1. USA (19) 2. Mexico (27) 3. Honduras (38) 4. Jamaica (48) 5. Costa Rica (53) 6. Cuba (64) | 1. Panama (68) 2. Canada (84) 3. El Salvador (92) 4. Grenada (94) 5. Trinidad og Tobago (95) 6. Haiti (99) 7. Antigua og Barbuda (101) 8. Guyana (109) 9. Surinam (114) 10. Saint Kitts og Nevis (119) 11. Guatemala (125) 12. Dominica (130) 13. Puerto Rico (131) 14. Barbados (137) 15. Curaçao (146) 16. Saint Vincent og Grenadinerne (148) 17. Caymanøerne (158) 18. Nicaragua (164) 19. Bermuda (165) | 1. Belize (166) 2. Dominikanske Republik (166) 3. Britiske Jomfruøer (177) 4. Saint Lucia (182) 5. Turks- og Caicosøerne (193) 6. Bahamas (193) 7. Aruba (199) 8. Amerikanske Jomfruøer (200) 9. Anguilla (202) 10. Montserrat (202) |

## Første runde

### Kampe
Kampprogrammet blev meddelt af FIFA den 26 April 2011.. Kampen blev afviklet mellem den 15. juni og 17. juli.
| Hold 1                | Samlet     | Hold 2                | 1. kamp | 2. kamp   |
| --------------------- | ---------- | --------------------- | ------- | --------- |
| Montserrat            | 3–8        | Belize                | 2–5     | 1–3       |
| Anguilla              | 0–6        | Dominikanske Republik | 0–2     | 0–4       |
| Amerikanske Jomfruøer | 4–1        | Britiske Jomfruøer    | 2–0     | 2–1       |
| Aruba                 | 6–6 (4–5p) | Saint Lucia           | 4–2     | 2–4 (efs) |
| Turks- og Caicosøerne | 0–101      | Bahamas               | 0–4     | 0–6       |

## Anden runde

### Seedning
| Pot 4                                                      | Pot 5                                                                     | Pot 6                                                                            | Pot 7                                                                               |
| ---------------------------------------------------------- | ------------------------------------------------------------------------- | -------------------------------------------------------------------------------- | ----------------------------------------------------------------------------------- |
| Panama Canada El Salvador Grenada Trinidad og Tobago Haiti | Antigua og Barbuda Guyana Surinam Saint Kitts og Nevis Guatemala Dominica | Puerto Rico Barbados Curaçao Saint Vincent og Grenadinerne Caymanøerne Nicaragua | Bermuda Belize† Dominikanske Republik† Saint Lucia† Bahamas† Amerikanske Jomfruøer† |

† Første runder vindere

### Gruppespillet

#### Gruppe A
|                                                | K | S | U | T | M+ | M– | MF  | P  |
| ---------------------------------------------- | - | - | - | - | -- | -- | --- | -- |
| El Salvador                                    |   | 6 | 0 | 0 | 20 | 5  | +15 | 18 |
| Skabelon:Lande data Den dominikanske republikk |   | 2 | 2 | 2 | 12 | 8  | +4  | 8  |
| Surinam                                        |   | 2 | 1 | 3 | 5  | 11 | −6  | 7  |
| Skabelon:Lande data Caymanøyene                |   | 0 | 1 | 5 | 2  | 15 | −13 | 1  |

#### Gruppe B
|                    | K | S | U | T | M+ | M– | MF  | P  |
| ------------------ | - | - | - | - | -- | -- | --- | -- |
| Guyana             |   | 4 | 1 | 1 | 9  | 6  | +3  | 13 |
| Trinidad og Tobago |   | 4 | 0 | 2 | 12 | 4  | +8  | 12 |
| Bermuda            |   | 3 | 1 | 2 | 8  | 7  | +1  | 10 |
| Barbados           |   | 0 | 0 | 6 | 2  | 14 | −12 | 0  |

### Gruppe C
|           | K | S | U | T | M+ | M– | MF  | P  |
| --------- | - | - | - | - | -- | -- | --- | -- |
| Panama    |   | 4 | 0 | 0 | 15 | 2  | +13 | 12 |
| Nicaragua |   | 2 | 0 | 2 | 5  | 7  | −2  | 6  |
| Dominica  |   | 0 | 0 | 4 | 0  | 11 | −11 | 0  |

Bahamas træk sig fra gruppespillet d. 19. august 2011 og blev ikke erstattet.

### Gruppe D
|                      | K | S | U | T | M+ | M– | MF  | P  |
| -------------------- | - | - | - | - | -- | -- | --- | -- |
| Canada               |   | 4 | 2 | 0 | 18 | 1  | +17 | 14 |
| Puerto Rico          |   | 2 | 3 | 1 | 8  | 4  | +4  | 9  |
| Saint Kitts og Nevis |   | 1 | 4 | 1 | 6  | 8  | −2  | 7  |
| Saint Lucia          |   | 0 | 1 | 5 | 4  | 23 | −19 | 1  |

### Gruppe E
|                                                  | K | S | U | T | M+ | M– | MF  | P  |
| ------------------------------------------------ | - | - | - | - | -- | -- | --- | -- |
| Guatemala                                        |   | 6 | 0 | 0 | 19 | 3  | +16 | 18 |
| Belize                                           |   | 2 | 1 | 3 | 9  | 10 | −1  | 7  |
| Skabelon:Lande data Saint Vincent og Grenadinene |   | 1 | 2 | 3 | 4  | 12 | −8  | 5  |
| Grenada                                          |   | 1 | 1 | 4 | 7  | 14 | −7  | 4  |

### Gruppe F
|                                              | K | S | U | T | M+ | M– | MF  | P  |
| -------------------------------------------- | - | - | - | - | -- | -- | --- | -- |
| Antigua og Barbuda                           |   | 5 | 0 | 1 | 28 | 5  | +23 | 15 |
| Haiti                                        |   | 4 | 1 | 1 | 21 | 6  | +15 | 13 |
| Curaçao                                      |   | 2 | 1 | 3 | 15 | 15 | 0   | 7  |
| Skabelon:Lande data De amerikanske Jomfruøer |   | 0 | 0 | 6 | 2  | 40 | −38 | 0  |

## Tredje runde
I tredje runde deltager de 6 gruppevindere fra anden runde og hold som var rangeret som nummer 1–6 i CONCACAF. De er delt ind i 3 grupper à 4 hold, og de 2 bedste fra hver gruppe går videre til fjerde runde. Kampene bliver spillet fra 8. juni til 16. oktober 2012.

### Gruppe A
| Nr | Hold               | K | V | U | T | Mf |   | Mi | +/- | P |
| -- | ------------------ | - | - | - | - | -- | - | -- | --- | - |
| 1  | USA                | 2 | 1 | 1 | 0 | 4  | – | 2  | +2  | 4 |
| 2  | Jamaica            | 2 | 1 | 1 | 0 | 2  | – | 1  | +1  | 4 |
| 3  | Guatemala          | 2 | 0 | 1 | 1 | 2  | – | 3  | −1  | 1 |
| 4  | Antigua og Barbuda | 2 | 0 | 1 | 1 | 1  | – | 3  | −2  | 1 |

 K: Kampe spillet, V: Vundne kampe, U: Uafgjorte kampe, T: Tabte kampe, Mf: Mål for, Mi: Mål imod, +/-: Måldifference, P: Point

 
|                    | Antigua og Barbuda | Guatemala | Jamaica  | USA      |
| ------------------ | ------------------ | --------- | -------- | -------- |
| Antigua og Barbuda |                    | 11. sep.  | 0–0      | 12. okt. |
| Guatemala          | 7. sep.            |           | 12. okt. | 1–1      |
| Jamaica            | 16. okt.           | 2–1       |          | 7. sep.  |
| USA                | 3–1                | 16. okt.  | 11. sep. |          |

### Gruppe B
| Nr | Hold        | K | V | U | T | Mf |   | Mi | +/- | P |
| -- | ----------- | - | - | - | - | -- | - | -- | --- | - |
| 1  | Mexico      | 2 | 2 | 0 | 0 | 5  | – | 2  | +3  | 6 |
| 2  | Costa Rica  | 2 | 1 | 1 | 0 | 6  | – | 2  | +4  | 4 |
| 3  | El Salvador | 2 | 0 | 1 | 1 | 3  | – | 4  | −1  | 1 |
| 4  | Guyana      | 2 | 0 | 0 | 2 | 1  | – | 7  | −6  | 0 |

 K: Kampe spillet, V: Vundne kampe, U: Uafgjorte kampe, T: Tabte kampe, Mf: Mål for, Mi: Mål imod, +/-: Måldifference, P: Point

 
|             | Costa Rica | El Salvador | Guyana   | Mexico   |
| ----------- | ---------- | ----------- | -------- | -------- |
| Costa Rica  |            | 2–2         | 16. okt. | 7. sep.  |
| El Salvador | 12. okt.   |             | 7. sep.  | 1–2      |
| Guyana      | 0–4        | 11. sep.    |          | 12. okt. |
| Mexico      | 11. sep.   | 16. okt.    | 3–1      |          |

### Gruppe C
| Nr | Hold     | K | V | U | T | Mf |   | Mi | +/- | P |
| -- | -------- | - | - | - | - | -- | - | -- | --- | - |
| –  | Panama   | 2 | 2 | 0 | 0 | 3  | – | 0  | +3  | 6 |
| –  | Canada   | 2 | 1 | 1 | 0 | 1  | – | 0  | +1  | 4 |
| –  | Honduras | 2 | 0 | 1 | 1 | 0  | – | 2  | −2  | 1 |
| –  | Cuba     | 2 | 0 | 0 | 2 | 0  | – | 2  | −2  | 0 |

 K: Kampe spillet, V: Vundne kampe, U: Uafgjorte kampe, T: Tabte kampe, Mf: Mål for, Mi: Mål imod, +/-: Måldifference, P: Point

 
|          | Canada   | Cuba     | Honduras | Panama   |
| -------- | -------- | -------- | -------- | -------- |
| Canada   |          | 12. okt. | 0–0      | 7. sep.  |
| Cuba     | 0–1      |          | 7. sep.  | 16. okt. |
| Honduras | 16. okt. | 11. sep. |          | 0–2      |
| Panama   | 11. sep. | 1–0      | 12. okt. |          |